# Qmmp
Qmmp 是一个 自由和开放源码 音频播放器编写 C++ 的帮助下 Qt库。 它正式支持操作系统包括Linux，FreeBSD和 Microsoft Windows。它是唯一没有使用Qt库的数据库的音频播放器。默认的用户接口的qmmp是启发 winamp的。

## 特色
- 一个简单的、直观的用户界面

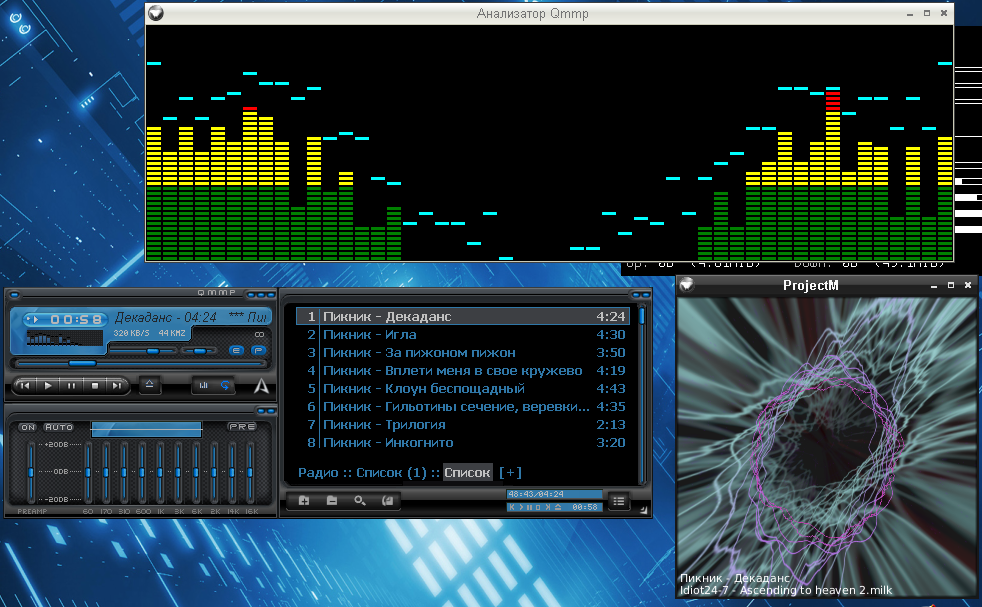
Qmmp (皮肤)

- 默认的UI可以使用Winamp皮肤(经典)
- Ogg Vorbis,FLAC和MP3音乐播放的支持
- 自动唱片封面图案抓取
- 支持嵌入式ID3v2专辑图片
- ReplayGain支持
- 支持多种艺术家和表演者标签
- 一个系统托盘图标
- 插件支持
- 多国语言支持